# Bunotingis
Bunotingis is een geslacht van wantsen uit de familie van de Tingidae (Netwantsen). Het geslacht werd voor het eerst wetenschappelijk beschreven door Carl John Drake in 1948.

## Soorten
Het genus bevat de volgende soort:

- Bunotingis camelina (Hacker, 1927)